# Monte Barsaya
El monte Barsaya (جبل برصة ǧabal Barṣa,  pronunciación árabe: [d͡ʒæbæl bærsˤa]), también llamado simplemente como «El Barsa», es una acumulación de tierra rocosa y cubierta de árboles, con 848 metros de altitud en la llanura de Azaz a pocos kilómetros del valle del río Afrin en la gobernación de Alepo, al noroeste de Siria.

## Ubicación y descripción
Se encuentra entre los distritos de Azaz y Afrin de la ya mencionada gobernación, al norte del pico se ubica la llanura de Kilis y al sur el monte Simeón, desde el interior del Barsaya se drena el río Azaz que desemboca en el río Queiq, este último río es uno de los principales cuerpos de agua de la ciudad de Alepo.

## Guerra civil siria
Desde el estallido de la Guerra civil siria el gobierno de Bashar al-Ásad en 2012 llegó a un acuerdo con el kurdo Partido de la Unión Democrática de un alto al fuego, paralelamente el partido kurdo incorporó todo el valle de Azaz a la región de Rojava que más adelante se llamará Administración Autónoma del Norte y Este de Siria. No fue hasta inicios de 2018 cuando el monte Barsaya volvería a ser escenario de enfrentamientos, esta vez en el desarrollo de la operación rama de Olivo entre las tropas kurdas y la alianza entre Turquía y el Ejército Libre Sirio de la rama pro-turca, dando como resultado la victoria de estos últimos el 28 de enero y la expulsión total de las fuerzas kurdas, una vez controlado el sitio las milicias de la alianza dijeron que toda el área del monte estaba fuertemente fortificada con búnkeres de hormigón, zanjas y túneles construidos por las defensas kurdas.